# Quercus delicatula
Espèce
Classification phylogénétique
Quercus delicatula est une espèce d'arbres du sous-genre Cyclobalanopsis. L'espèce est présente en Chine.